# Adesina
Adesinas são componentes da superfície celular ou apêndices de bactérias que facilitam a adesão ou aderência a outras células ou superfícies, geralmente no hospedeiro que estão infectando ou vivendo. As adesinas são um tipo de fator de virulência.
A aderência é uma etapa essencial na patogênese ou infecção bacteriana, necessária para colonizar um novo hospedeiro. A adesão e as adesinas bacterianas também são um alvo potencial para profilaxia ou tratamento de infecções bacterianas.

## Contexto

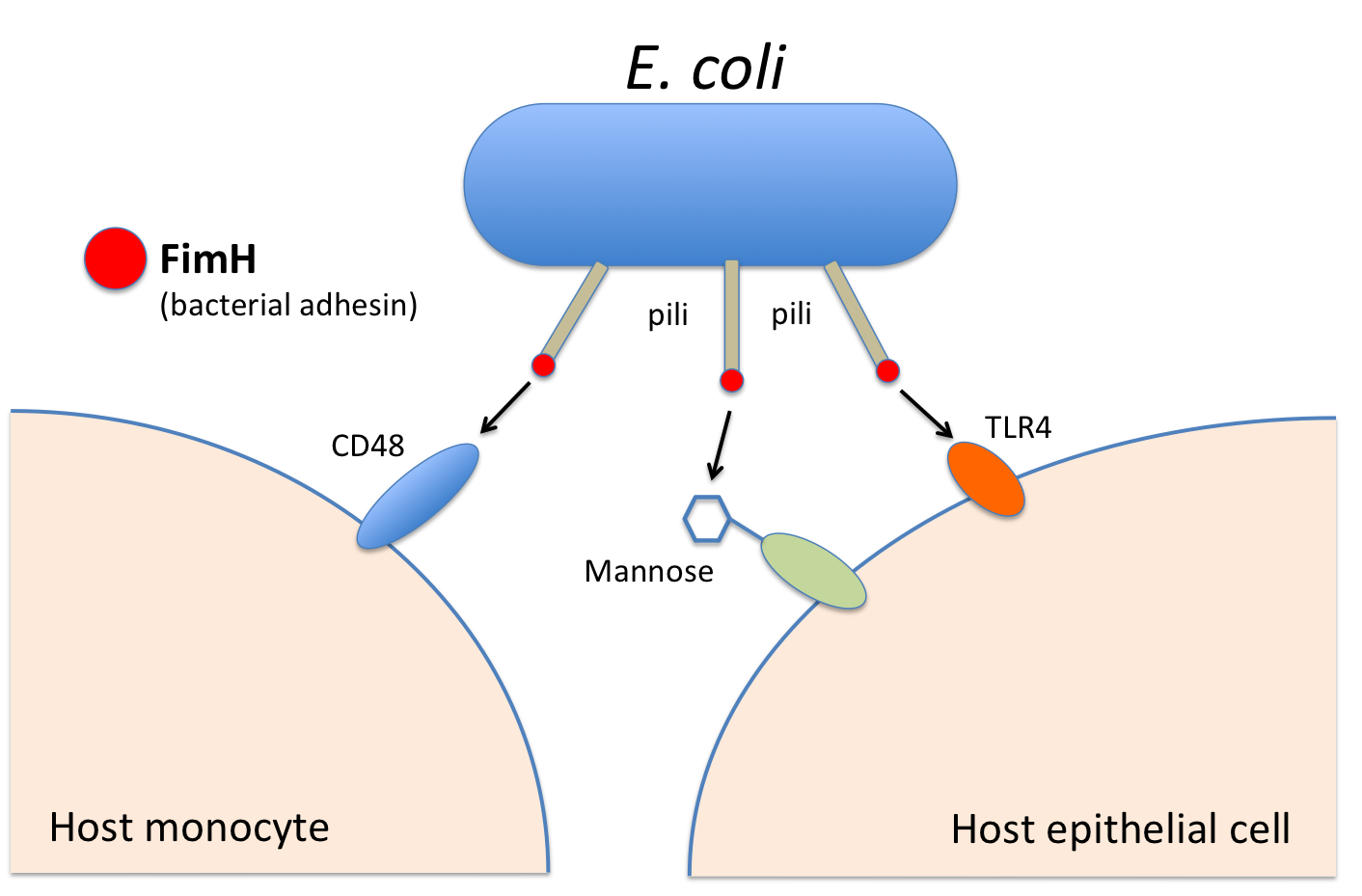
FimH é uma adesina bacteriana que ajuda bactérias como Escherichia coli a se ligarem às células hospedeiras e seus receptores (aqui: as proteínas humanas CD48 e TLR4, ou resíduos de manose).

As bactérias são normalmente encontradas ligadas e vivendo em estreita associação com superfícies. Durante a vida bacteriana, uma bactéria é submetida a forças de cisalhamento frequentes. No sentido mais grosseiro, as adesinas bacterianas servem como âncoras, permitindo que as bactérias superem essas forças de cisalhamento ambientais, permanecendo assim em seu ambiente desejado. No entanto, as adesinas bacterianas não servem como uma espécie de velcro bacteriano universal. Em vez disso, eles agem como moléculas específicas de reconhecimento de superfície, permitindo o direcionamento de uma bactéria específica para uma superfície específica, como tecido radicular em plantas, tecidos do ducto lacrimal em mamíferos ou até mesmo esmalte dentário.